# Trattoria

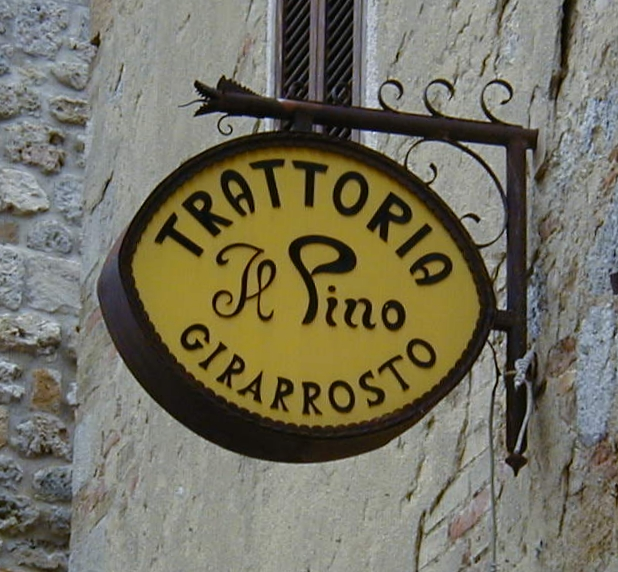
Enseigne typique d'une trattoria en Toscane.

Une trattoria est un restaurant italien, simple et sans prétention. L'ambiance y est ordinairement familiale et le service simple. Les trattorias n'ont habituellement pas de carte écrite et les mets servis sont traditionnels et bon marché. Une trattoria peut également avoir des activités de traiteur et de vente à emporter.